# Віялохвіст
Віялохві́ст (Polyplectron) — рід куроподібних птахів родини фазанових (Phasianidae). Представники цього роду мешкають в Південно-Східній Азії.

## Опис
Віялохвости — середнього розміру фазани, довжина яких становить 35,5-76 см, а вага 238—910 г. За формою тіла вони нагадують павичів, хоча і не є з ними близькоспорідненими. Найближчими родичами віялохвостів є куріпки-шпороноги з роду Galloperdix і червоноголові куріпки з монотипового роду Haematortyx. У самців цих трьох родів на лапах є кілька великих, розвинутих шпор, які використовуються птахами для оборони. У самців віялохвостів кількість шпор може сягати від 2 до 6. Незважаючи на незначні морфологічні відмінності між віялохвостами, куріпками-шпороногами і червоноголовими куріпками, їх скелети є майже ідентичними.
Іншою характерною рисою віялохвостів, яка і робить їх схожою на павичів, є великі хвости, які поцятковані численними райдужними плямами та можуть розкриватися у формі віяла. Вони складаються з 16 широких стернових пер і, на відміну від павичів, верхні покривні пера хвоста покривають його лише наполовину. Махові пера віялохвостів також поцятковані райдужними плямами. При небезпеці птахи розкривають свій хвіст і розправляють крила, вібруючи перами, намагаючись відлякати ворога. Також самці використовують своє райдужне оперення під час залицяння до самиць.
Віялохвости живуть в чагарниковому підліску вологих тропічних лісів. Більшість видів мешкають в рівнинних лісах, і лише гірські віялохвости живуть в гірських тропічних лісах Малакки. Цікавою особливістю віялохвостів є те, що вони відкладають лише одне яйце, тоді як більшість фазанів мають великі кладки. Однак, віялохвости можуть розмножуватися протягом всього року, і за оцінками дослідників, за рік вони можуть відкладати від 8 до 11 яєць. Насиджують лише самиці, інкубаційний період триває 20-22 дні. За пташенятами доглядають переважно самиці, однак в неволі до них можуть долучатися самці.

## Види
Виділяють вісім видів:
- Віялохвіст зеленокрилий (Polyplectron napoleonis)
- Віялохвіст білогорлий (Polyplectron schleiermacheri)
- Віялохвіст малазійський (Polyplectron malacense)
- Віялохвіст в'єтнамський (Polyplectron germaini)
- Віялохвіст гайнанський (Polyplectron katsumatae)[15][16]
- Віялохвіст сірий (Polyplectron bicalcaratum)
- Віялохвіст гірський (Polyplectron inopinatum)
- Віялохвіст бронзовий (Polyplectron chalcurum)

## Етимологія
Наукова назва роду Polyplectron походить від сполучення слів дав.-гр. πολυς — багато і πληκτρον — шпора.